# Lopare
Lopare (en serbe cyrillique : Лопаре) est une ville et une municipalité de Bosnie-Herzégovine située dans la république serbe de Bosnie. Selon les premiers résultats du recensement bosnien de 2013, la ville intra muros compte 2 709 habitants et la municipalité 16 568.

## Géographie
Lopare est une petite ville du nord-est de la Bosnie-Herzégovine, située dans la région de Semberija. La municipalité est entourée par celle d'Ugljevik, par le territoire de la ville de Bijeljina, par les municipalités de Teočak, Sapna, Srebrenik, Tuzla, Čelić et par le district de Brčko.

## Histoire
Après la guerre de Bosnie-Herzégovine et à la suite des accords de Dayton, la municipalité a été rattachée à la république serbe de Bosnie. En revanche, des localités qui en faisaient partie ont été rattachées à la municipalité nouvellement créée de Čelić et intégrées à la fédération de Bosnie-et-Herzégovine.

## Localités

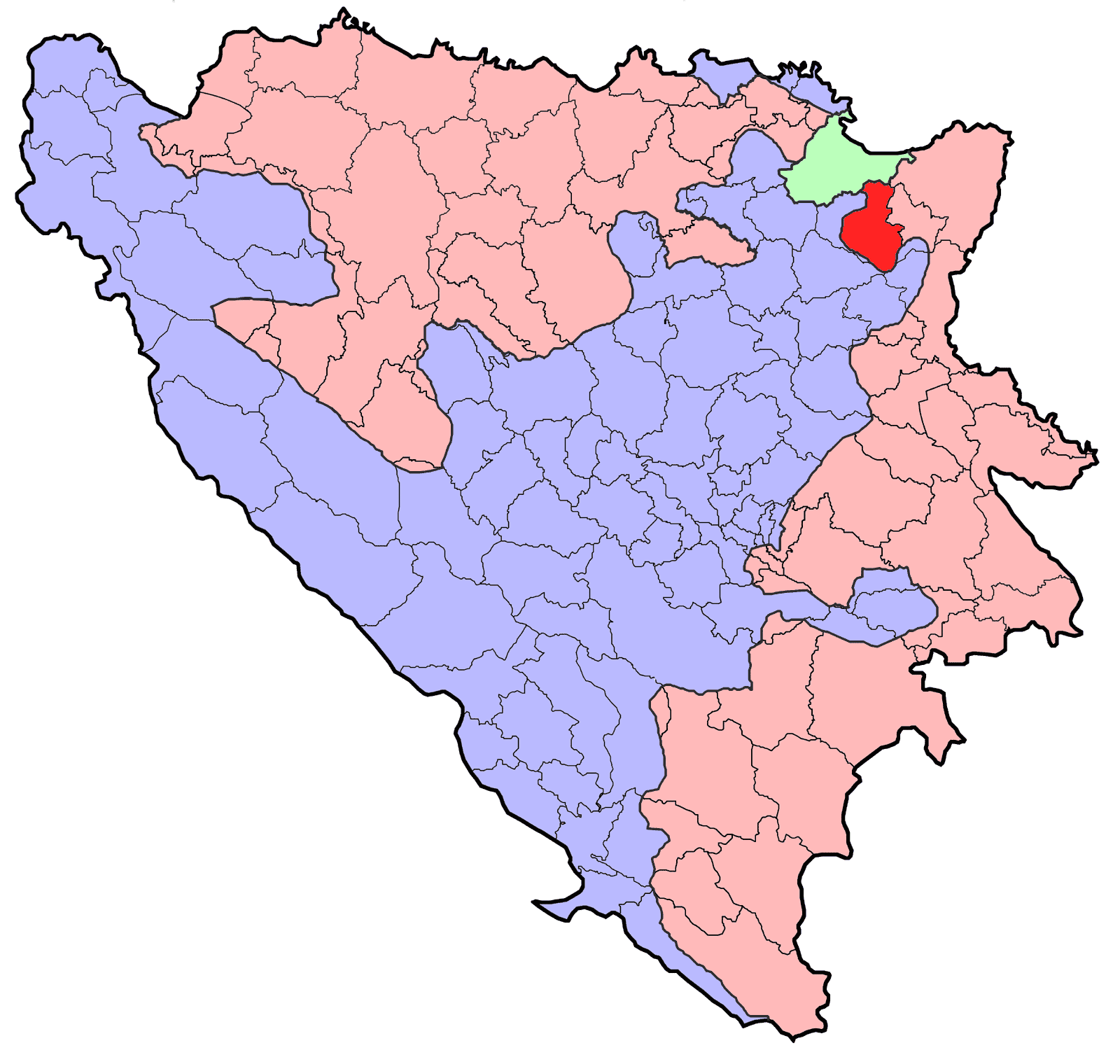
Localisation de la municipalité de Lopare en Bosnie-Herzégovine

La municipalité de Lopare compte 35 localités :
| - Bobetino Brdo - Brijest - Brusnica - Čelić - Jablanica - Kolimer - Konjikovići - Koraj - Koretaši | - Kosci - Kozjak - Labucka - Lipovice - Lopare - Lopare Selo - Lukavica - Mačkovac - Milino Selo | - Mirosavci - Mrtvica - Nahvioci - Peljave - Piperi - Pirkovci - Podgora - Potraš - Priboj | - Pukiš - Puškovac - Ratkovići - Smiljevac - Tobut - Vakuf - Visori - Vukosavci |

## Démographie

### Villeintra muros

#### Évolution historique de la population dans la villeintra muros
| 1948 | 1953 | 1961 | 1971 | 1981 | 1991  | 2013  |
| ---- | ---- | ---- | ---- | ---- | ----- | ----- |
| -    | -    | 357  | 692  | 966  | 1 720 | 2 709 |

|  |

### Municipalité

#### Évolution historique de la population dans la municipalité
| 1971   | 1981   | 1991   | 2013   |
| ------ | ------ | ------ | ------ |
| 33 847 | 33 769 | 32 537 | 16 568 |

#### Répartition de la population par nationalités dans la municipalité (1991)
En 1991, sur un total de 32 537 habitants, la population se répartissait de la manière suivante :

## Politique
À la suite des élections locales de 2012, les 23 sièges de l'assemblée municipale se répartissaient de la manière suivante :
| Parti                                               | Sièges |
| --------------------------------------------------- | ------ |
| Parti démocratique serbe (SDS)                      | 10     |
| Alliance des sociaux démocrates indépendants (SNSD) | 6      |
| Parti du progrès démocratique (PDP)                 | 4      |
| Parti socialiste (SP)                               | 2      |
| Alliance démocratique nationale (DNS)               | 1      |

Rado Savić, membre du Parti démocratique serbe (SDS), a été élu maire de la municipalité.

## Personnalités
- Cvijetin Mijatović (1913-1993), héros national de la Yougoslavie et personnalité politique
- Jovo Radovanović Jovaš (1915-2004), héros national de la Yougoslavie
- Mile Ilić (né en 1984), joueur de basket-ball
- Gordana Tomić (né en 1990), top-modèle
- Radivoje Kerović (1913-1946), combattant tchetnik